# RUR-5阿斯洛克反潛飛彈
阿斯洛克反潜导弹也称阿斯洛克反潜火箭（ASROC，是英語「反潛火箭」的縮寫）是一种全天候，全海况反潜导弹系统，编号RUR-5。由美国海军在1950年代开发，并在1960年代部署，1990年代更新升级，最终安装在巡洋舰、驱逐舰和巡防艦等超过200艘美国海军水面舰艇上；ASROC也部署在加拿大、德国、意大利、日本、中华民国、希腊、巴基斯坦等其他海军的军舰上。

## 歷史
反潛火箭（ASROC）发展于1950年初的反潛火箭（RAT）計畫，是種全天候、全海況的反潛飛彈系統．该计划是美國海軍在中国湖的海军军械试验站为水面舰艇研制针对战后出现的新型潜艇的反潜武器，这些潜艇更加安静，航速更高，并装备有射程更远的高速自导鱼雷。除了装备探测范围更广的现代声纳之外，另外配备一種搭载空降鱼雷的航空载具，以提高对于敌对潜艇的打击突然性。
RAT计划包括三个阶段， RAT-A、RAT-B和RAT-C。RAT-A和RAT-B是要开发紧凑和经济實惠的区域反潜兵器，但被认为不可靠或范围太近。RAT-C是个具有核子裝置深水炸弹的反潜武器，這需要至少8000码（7300公尺）的距離，以避免水下爆炸壓力造成對自身的損害；與原来的RAT火箭不同，RAT-C尺寸比較大才能達到所需要較遠的距離，也需要裝備在較大型的軍艦上。
由於RAT-A與RAT-B的失敗，RAT-C由核子反潛武器重新設計成不僅可以安装獨立的核彈頭用於反潜，也重新設計成自動尋標的反潜魚雷；為獲得所需的精度，火箭發射器必須重新設計以容納RAT-C所需較大的側鰭，設計最後成功達到可靠性和準確性，以及必要的安全距離。然而，RAT-C在1960年達到初始作戰狀態并登上美国海军諾福克號（USS Norfolk DL-1）之前，它的名字被更改为现在的ASROC。 ASROC在1961開始部署並使多數美國海軍水面戰鬥部隊具有核子能力。

## 使用國

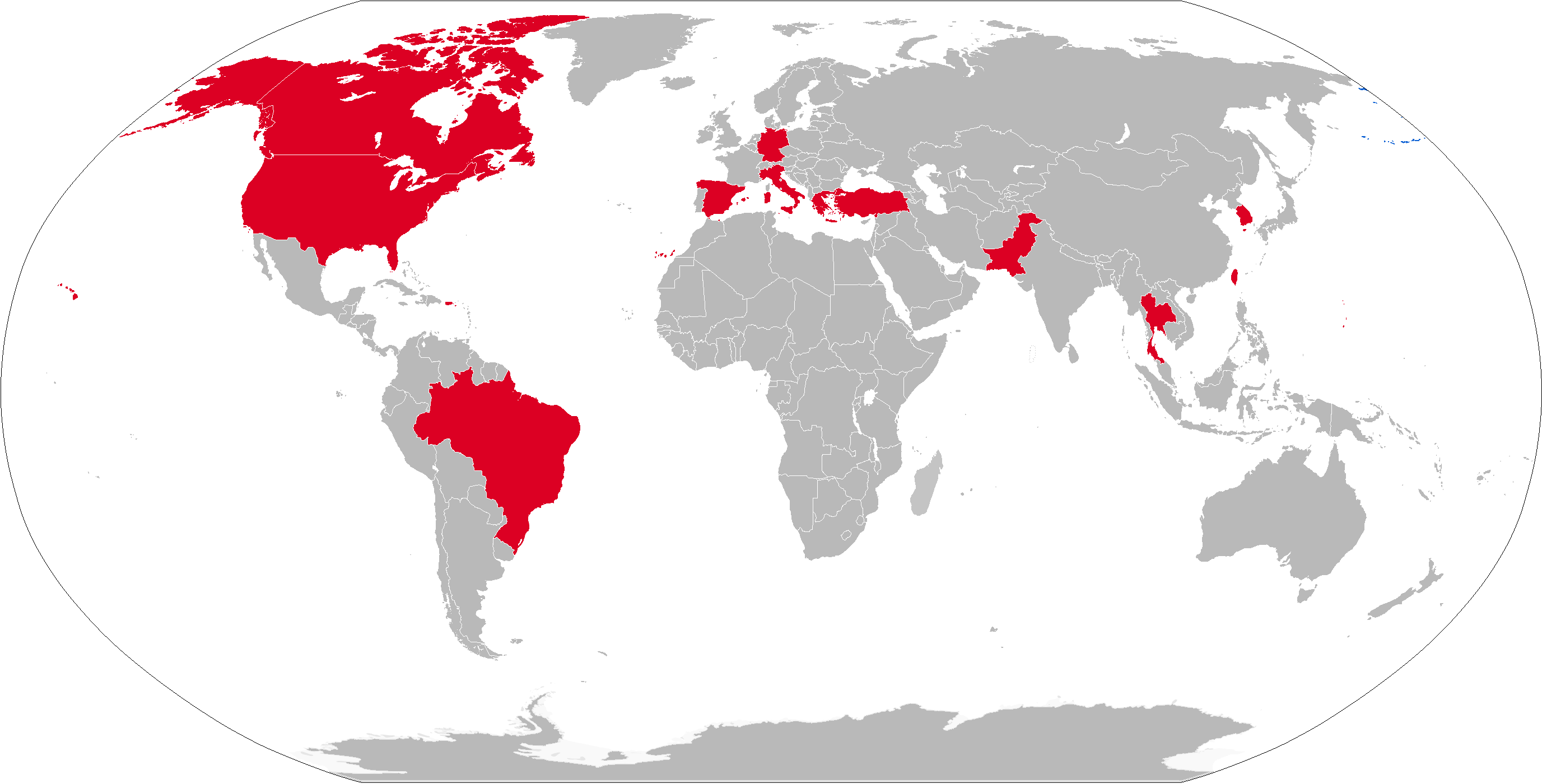
RUR-5使用國

- 巴西
  -  巴西
- 加拿大
  -  加拿大海軍
- 希腊
  -  希腊海军
- 義大利
  -  意大利海军
- 日本
  -  日本
- 墨西哥
  -  墨西哥
- 大韓民國
- 巴基斯坦
  -  巴基斯坦
- 西班牙
  -  西班牙
- 中華民國
  -  中華民國海軍
- 泰國
  -  泰國
- 土耳其
  -  土耳其
- 美国
  -  美國海軍